# Marcabamba (distrito)
Marcabamba é um distrito do Peru, departamento de Ayacucho, localizada na província de Paucar del Sara Sara.

## Transporte
O distrito de Marcabamba é servido pela seguinte rodovia:
- AY-116, que liga a cidade de Coracora ao distrito de Pausa [1][2][3]